# 波羅的海天然氣管道
波羅的海天然氣管道（Baltic Pipe）是歐洲一個離岸天然氣管道計畫，將從挪威歐洲二號管道（Europipe II）經丹麥向波蘭輸送天然氣，管道由丹麥和波蘭合資。
波羅的海天然氣管道於2022年9月27日舉行開通儀式，並於2022年10月1日正式投入使用。
2022年北溪天然氣管道泄漏事件，新的波羅的海天然氣管道可補充部分供氣量。